# Eddie Jones (cầu thủ bóng đá, sinh năm 1952)
Edward Jones (sinh ngày 17 tháng 9 năm 1952) là một cựu cầu thủ bóng đá chuyên nghiệp người Anh thi đấu ở Football League, vị trí hậu vệ.
Vào tháng 7 năm 1979, Jones gia nhập Cray Wanderers, thi đấu hai mùa giải thành công khi Cray giành chức vô địch Kent League.